# Гута (Чернігівський район)
Гу́та (до 17 лютого 2016 року — Червона Гута) — село в Україні, у Любецькій селищній громаді Чернігівського району Чернігівської області. Населення становить 27 осіб. До 2017 орган місцевого самоврядування — Неданчицька сільська рада.

## Розташування
Село розташоване за 1 км на північ від Славутича. В селі є єдина вулиця Шевченка.

## Історія
Під час другої світової війни, за активну допомогу радянським партизанам, село було повністю знищено. Мешканців загнали до сараю та спалили заживо.
До 2016 року село мало назву Червона Гута
12 червня 2020 року, відповідно до розпорядження Кабінету Міністрів України № 730-р «Про визначення адміністративних центрів та затвердження територій територіальних громад Чернігівської області», увійшло до складу Любецької селищної громади.
19 липня 2020 року, в результаті адміністративно - територіальної реформи та ліквідації Ріпкинського району, село увійшло до складу Чернігівського району Чернігівської області.

## Інфраструктура
В селі розташований ранчо-ресторан "Стара підкова".
Частина земель використовується як дачі жителів Славутича.

## Галерея

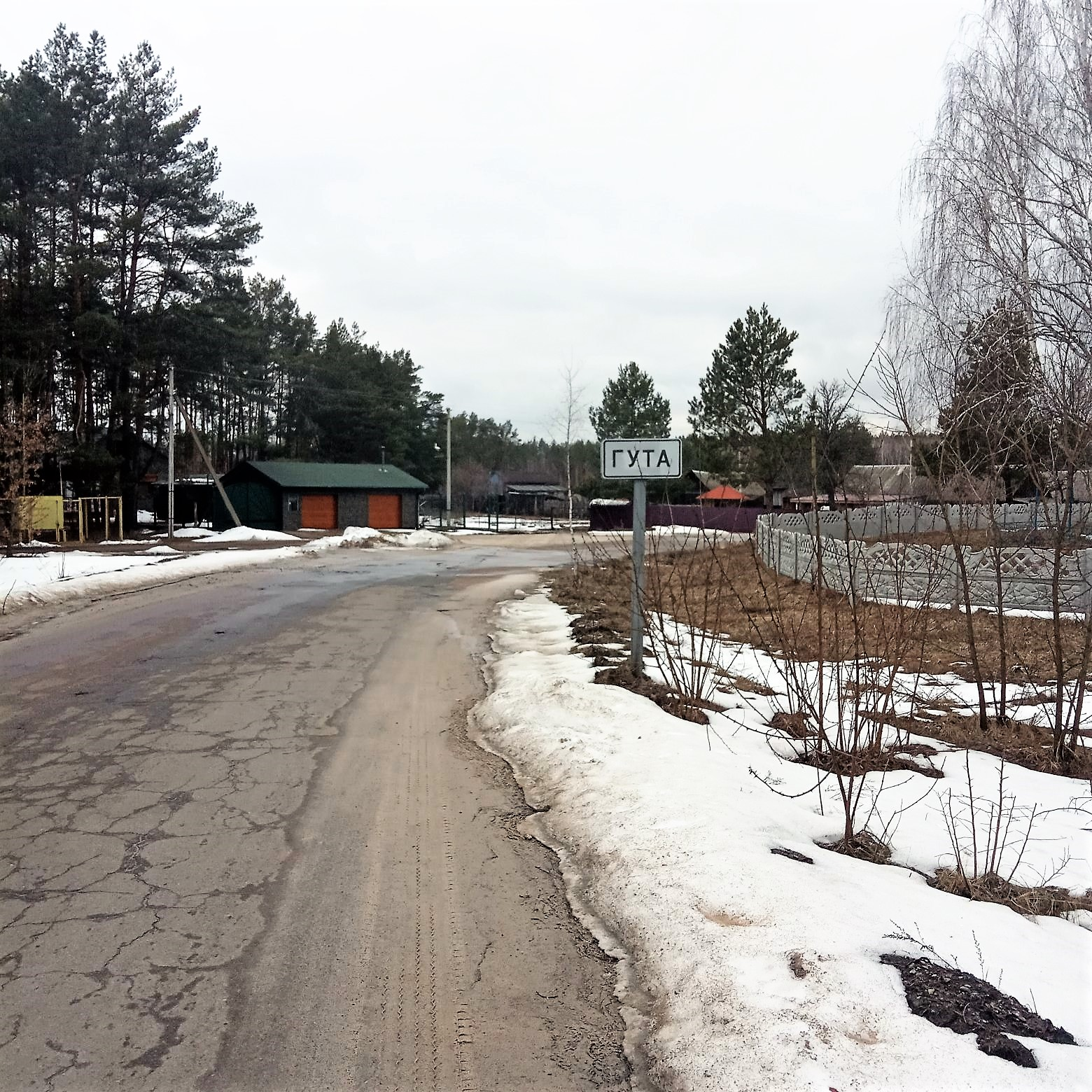
В'їзд до села зі сторони Славутича
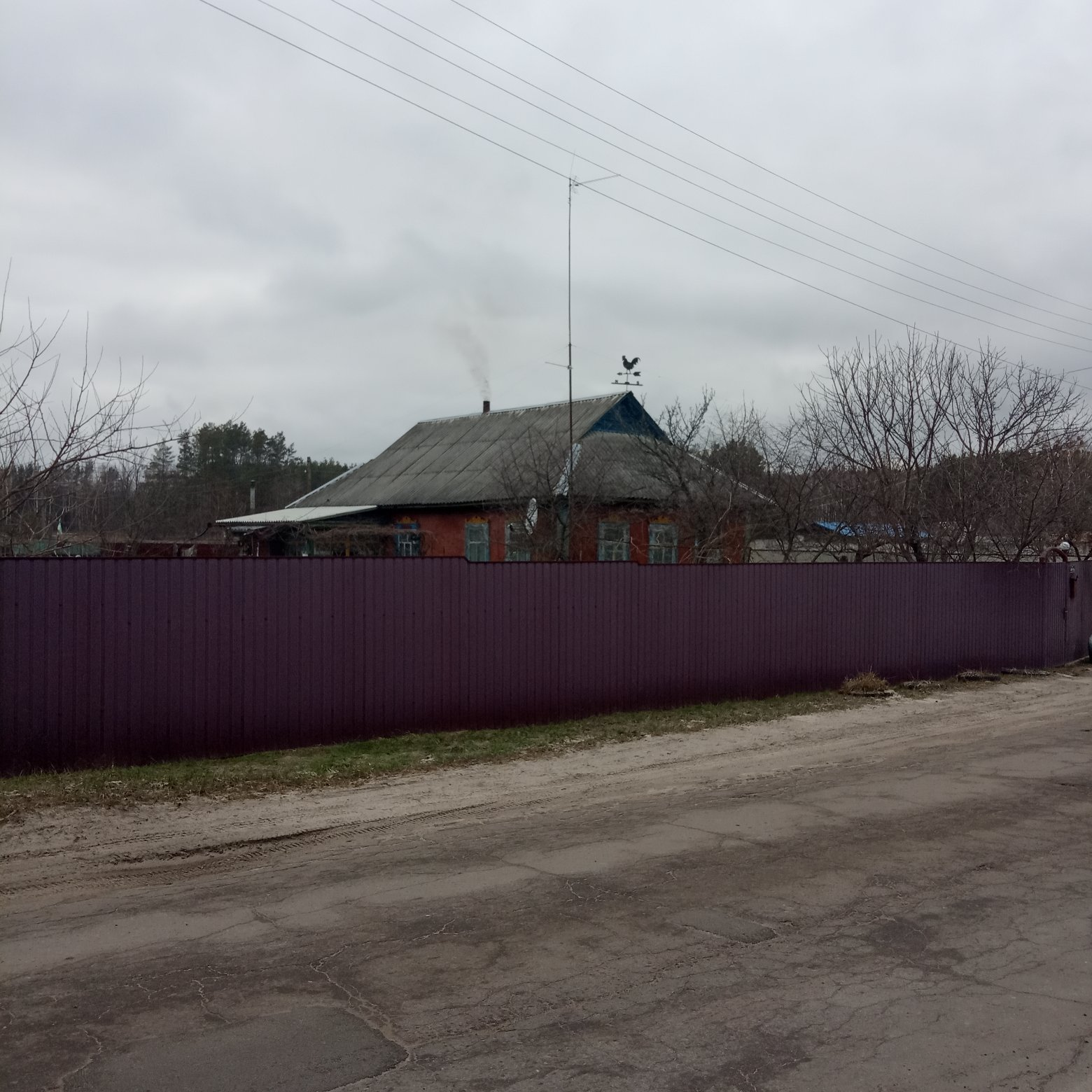
Шевченка 9
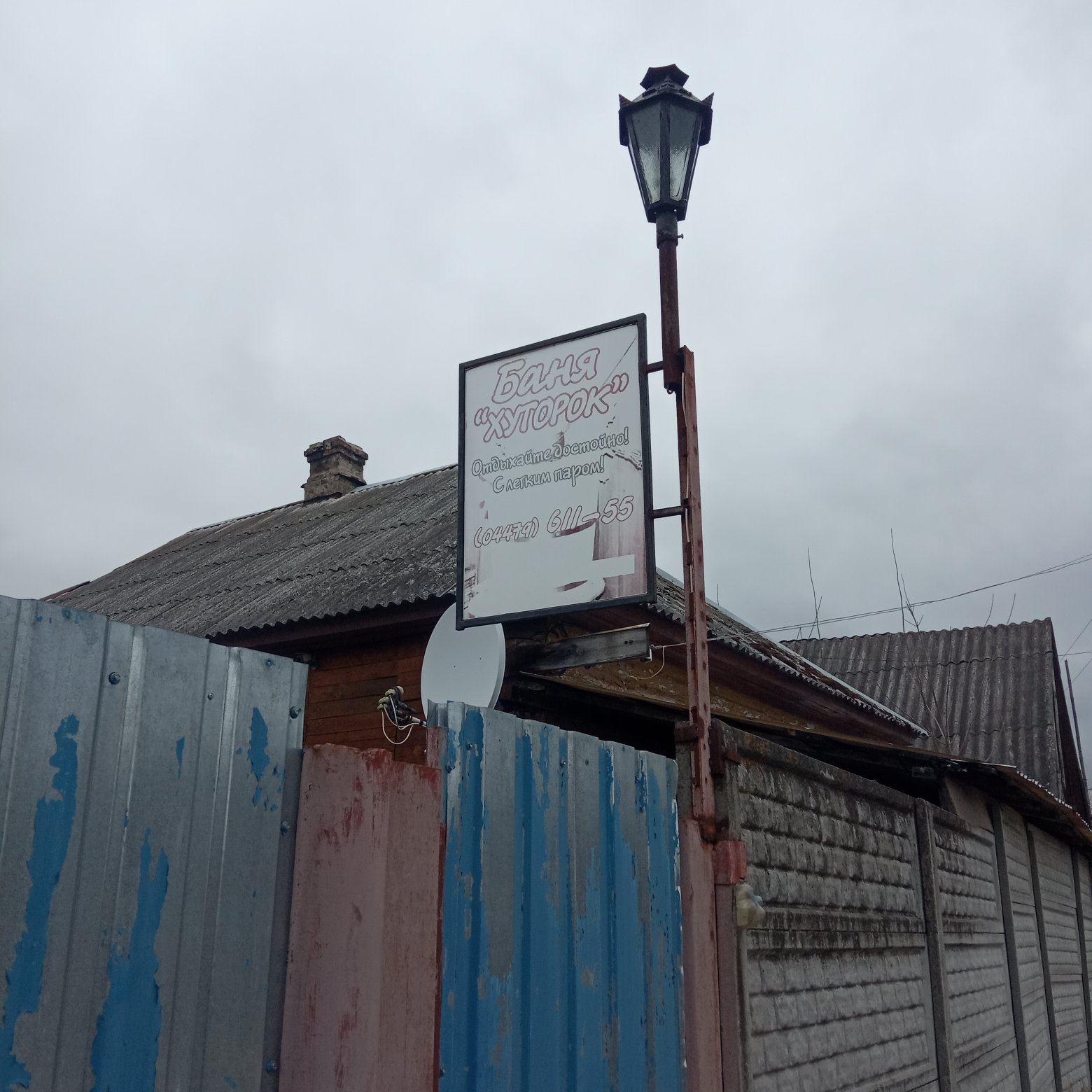
Баня "Хуторок"
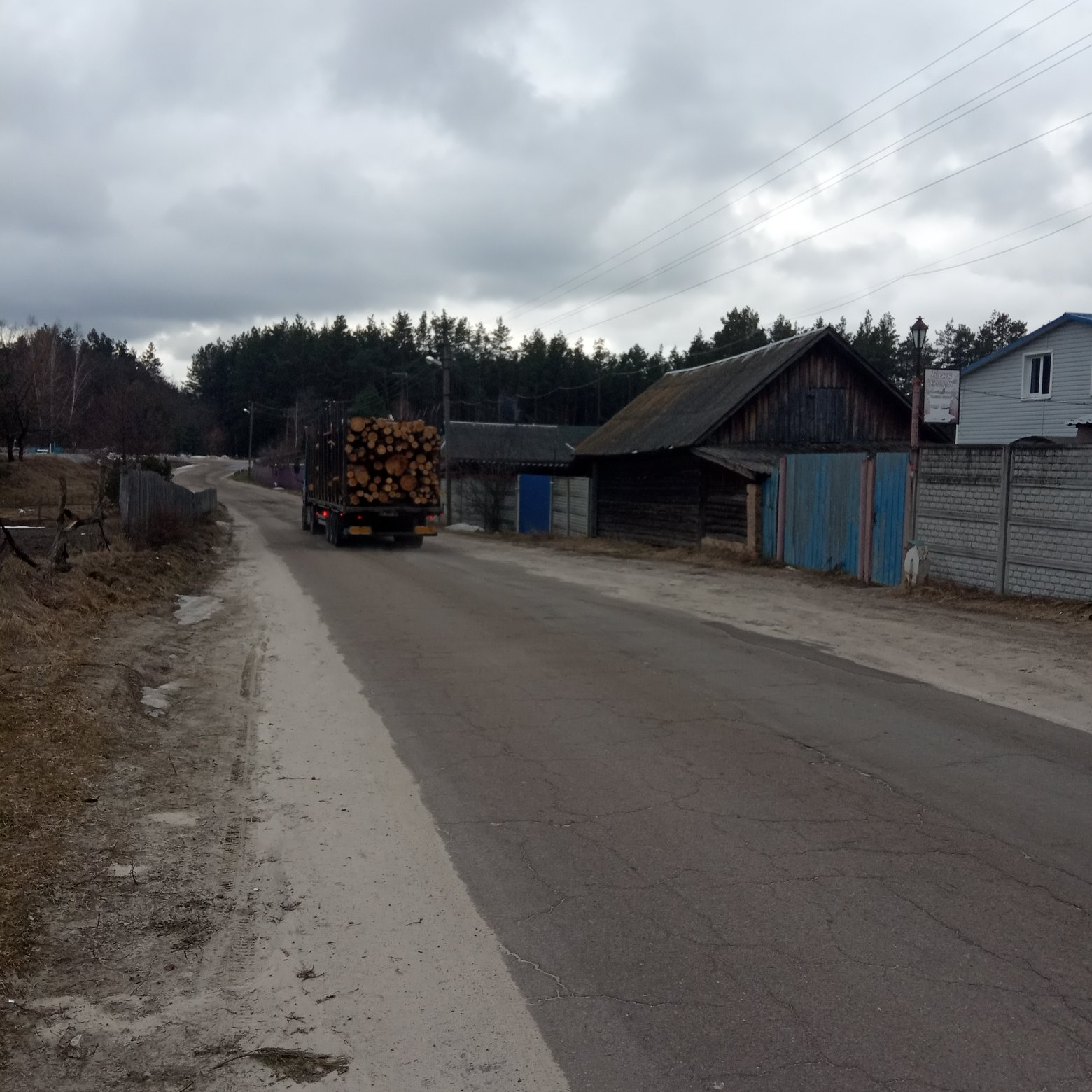
Лісовоз
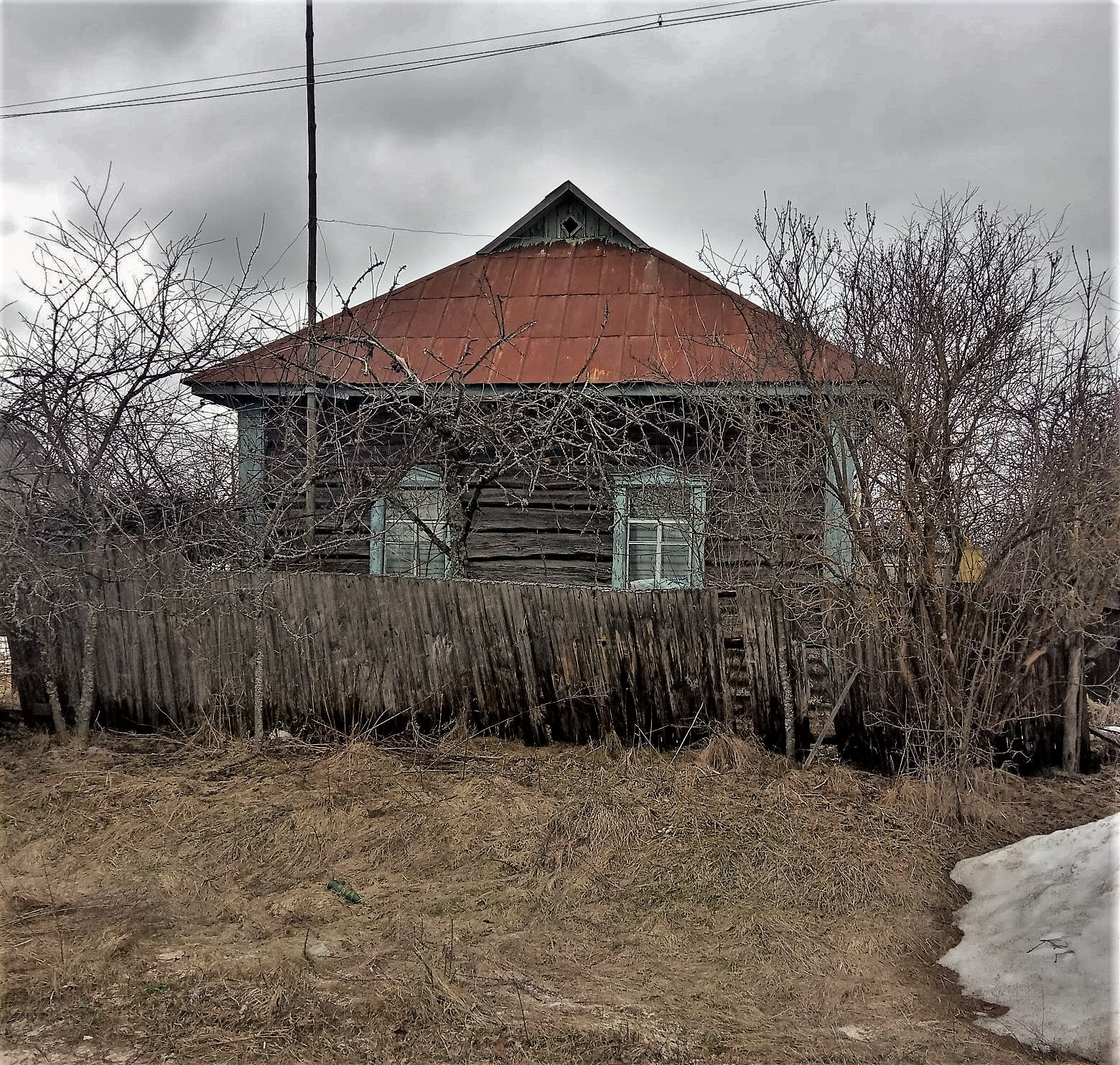
Одна з дерев’яних хат села
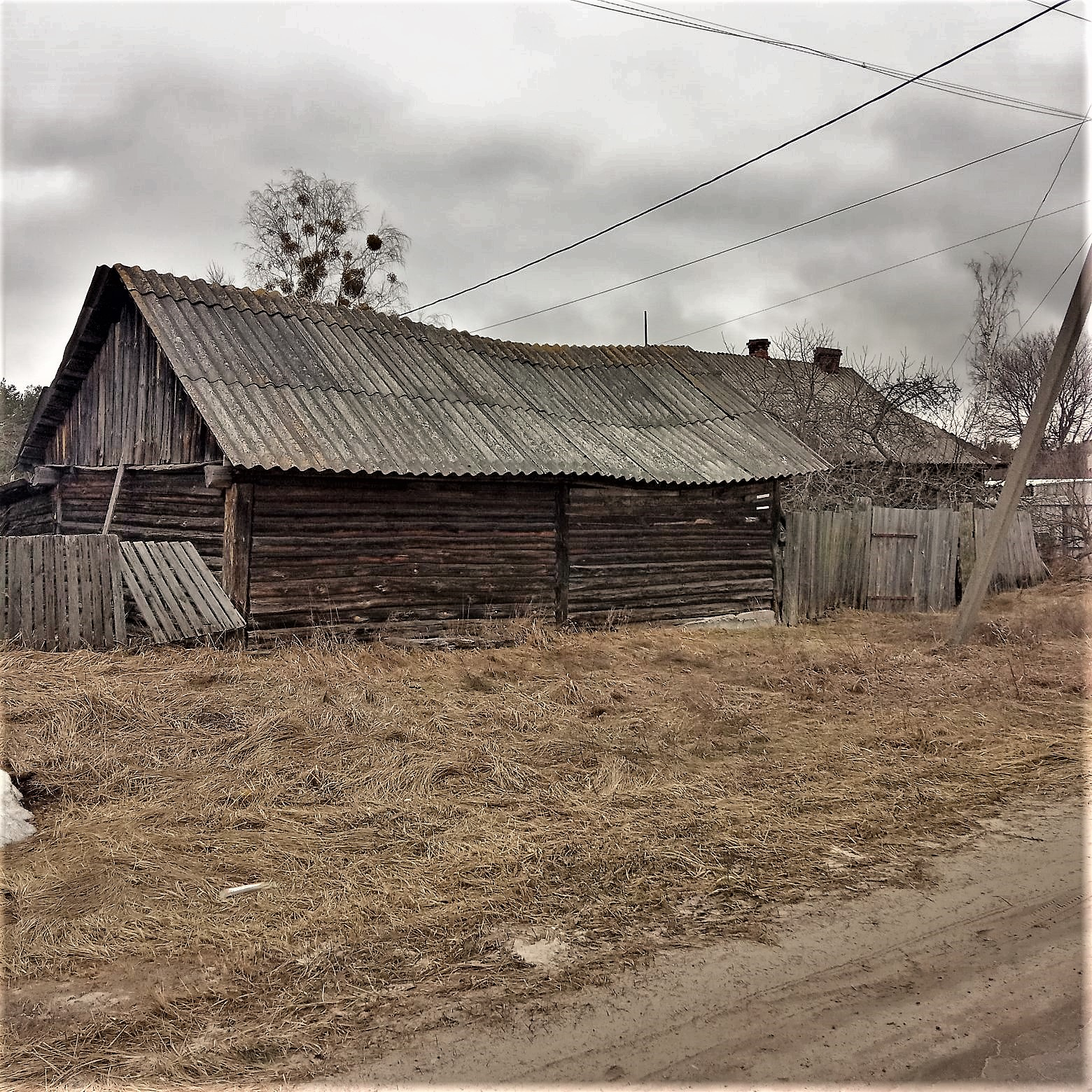
Дерев'яний сарай
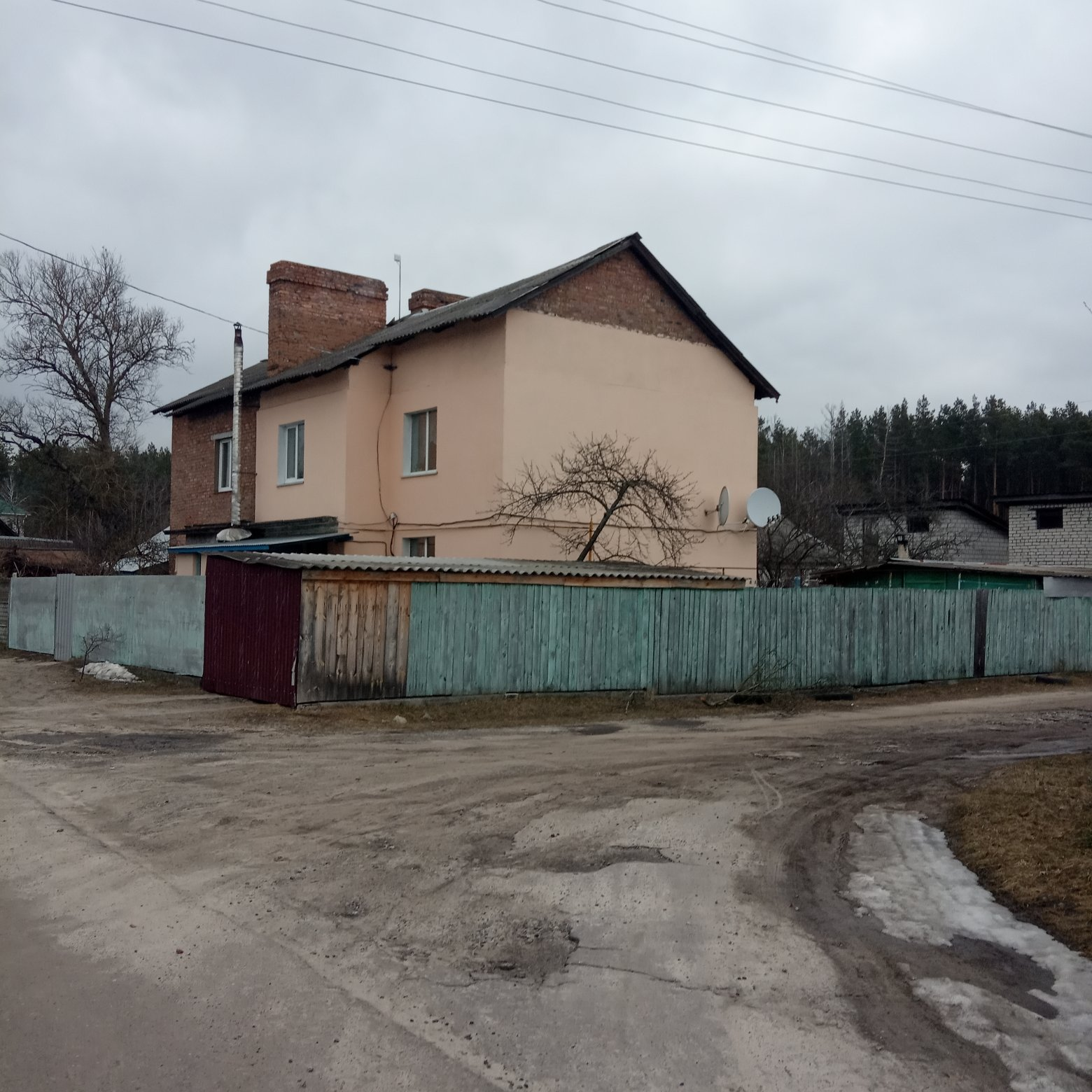
Двоповерховий будинок в центрі села
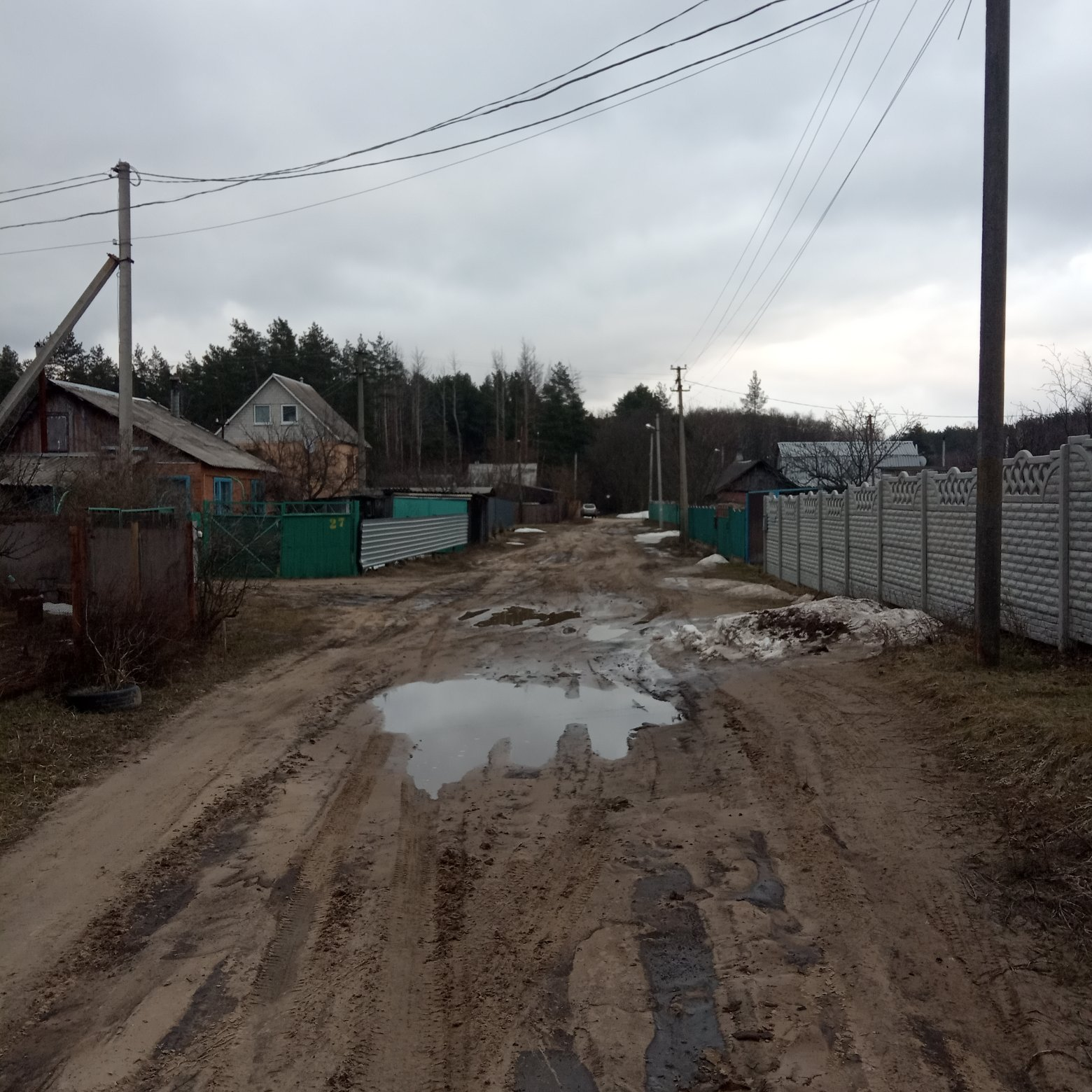
Грунтова дорога із калюжами
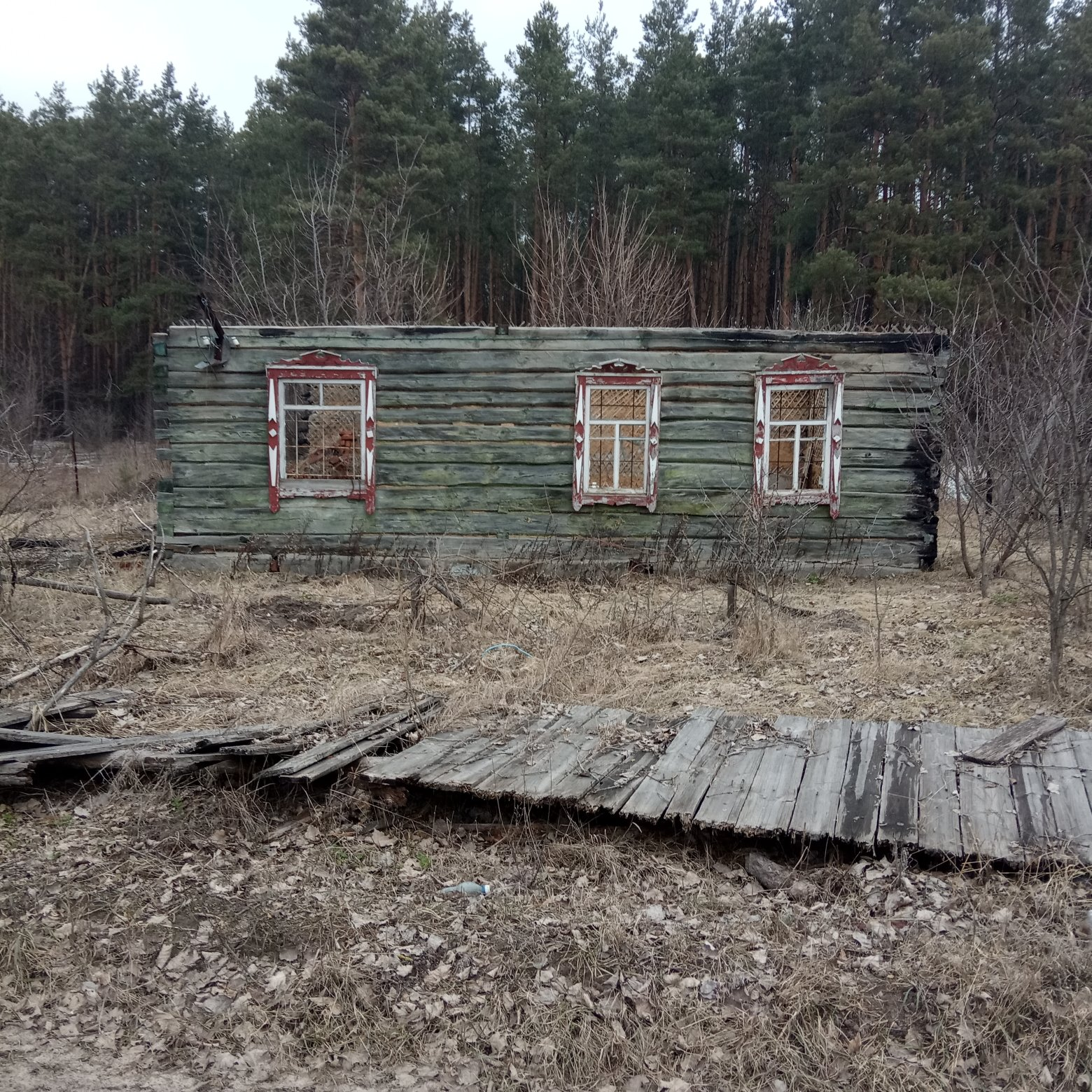
Покинута хата
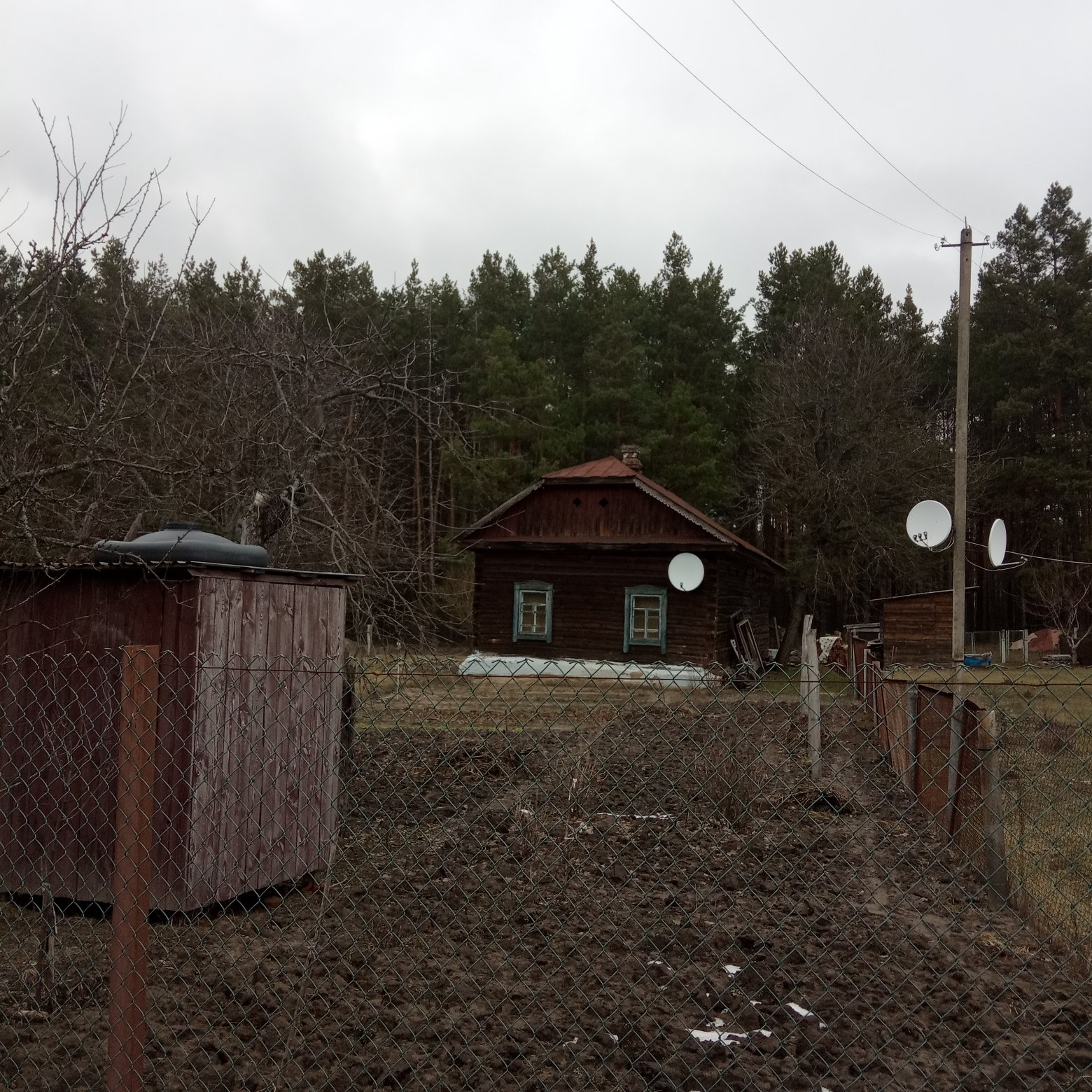
Дерев'яна хата із тарілкою супутникового телебачення
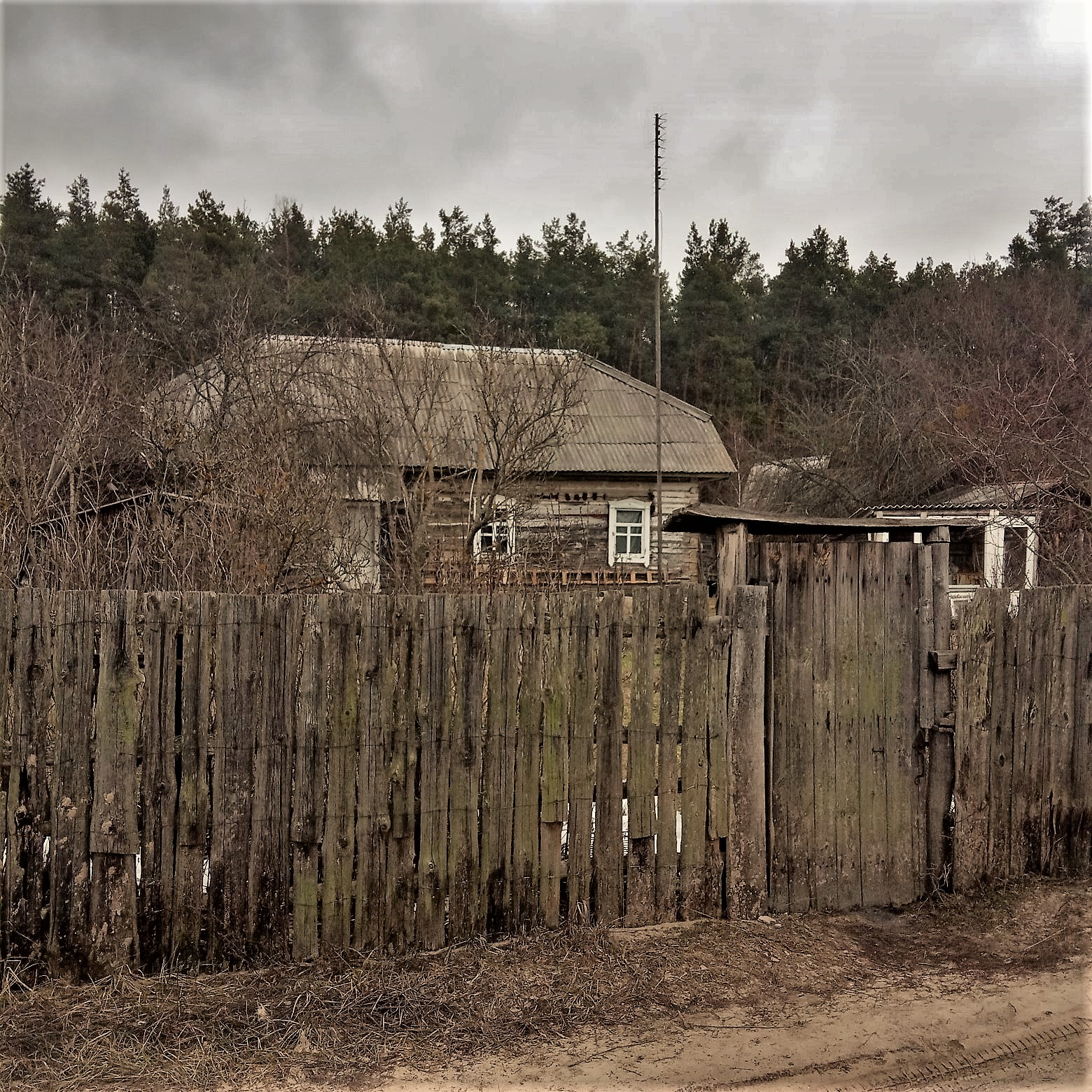
Дерев'яна хата із дерев'яним забором і хвірточкою, все із дерева
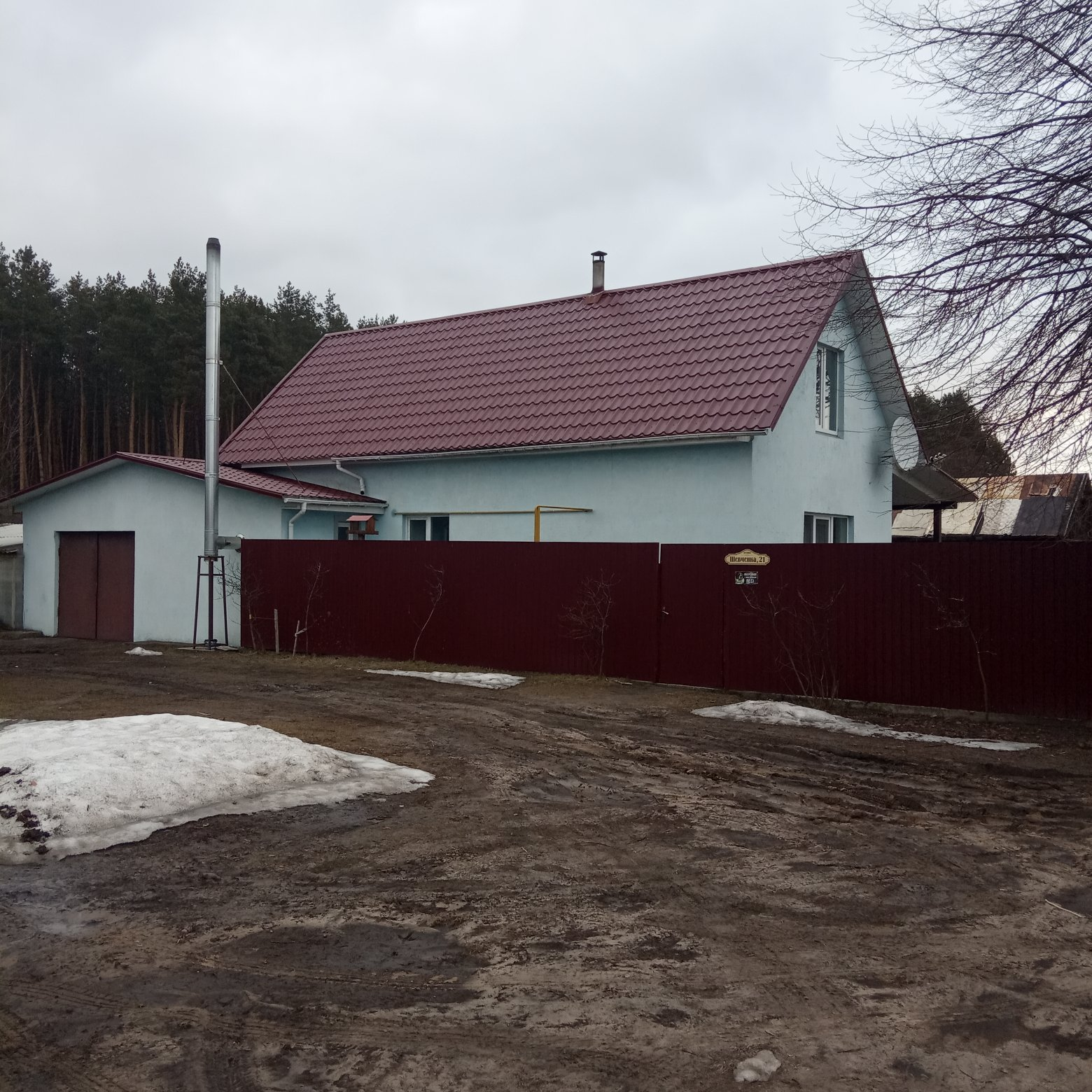
Нова хата
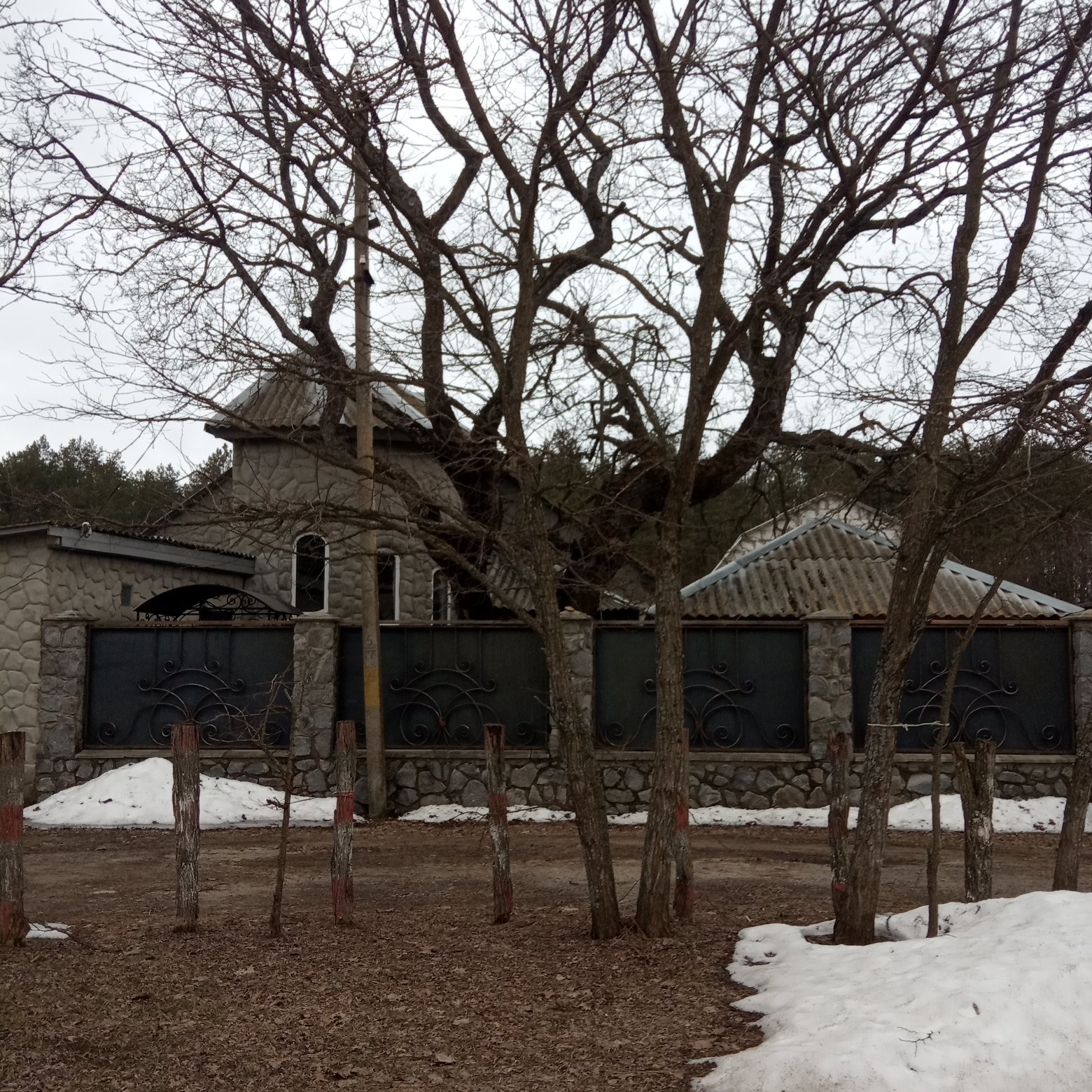
Ранчо-ресторан "Стара Підкова"
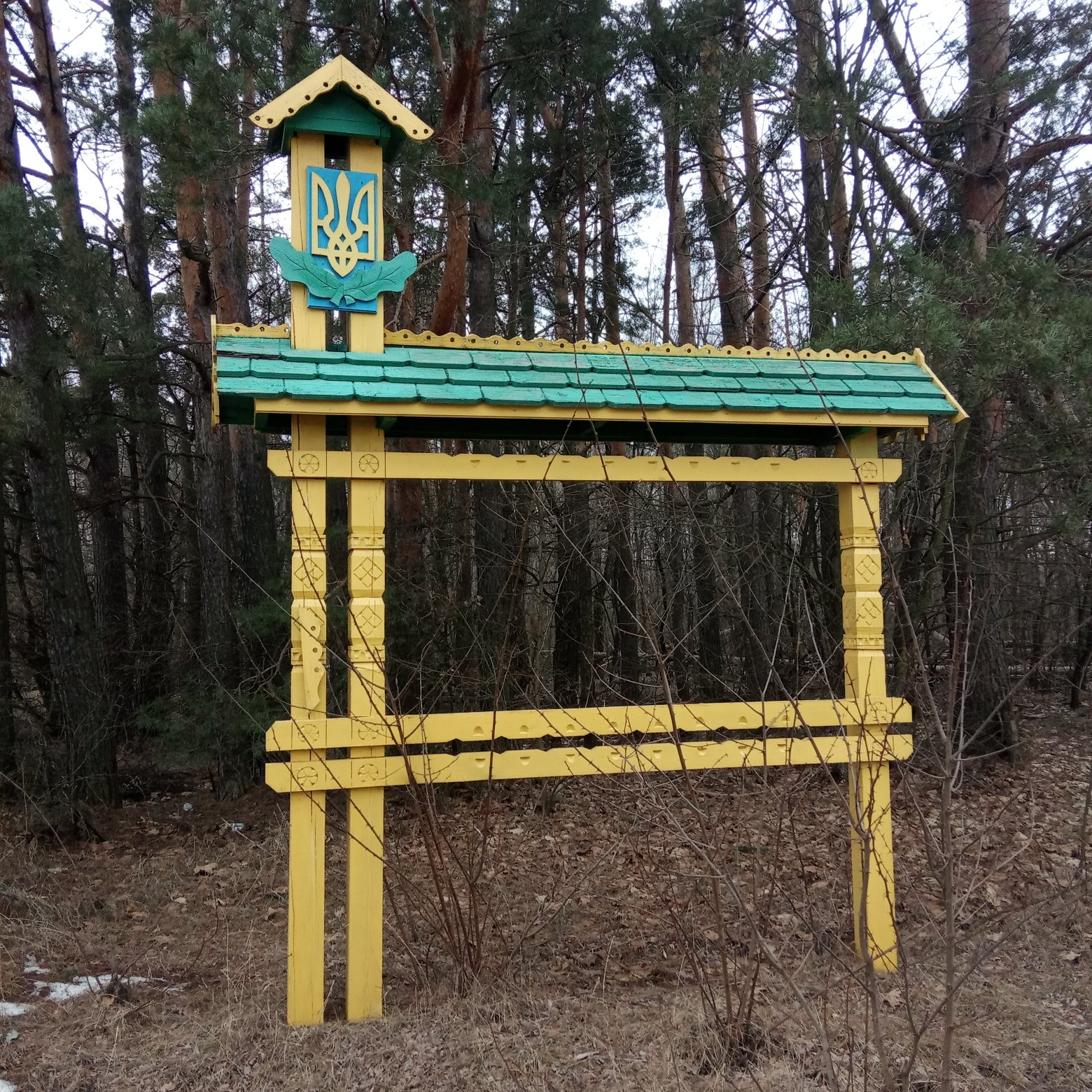
Лісництво
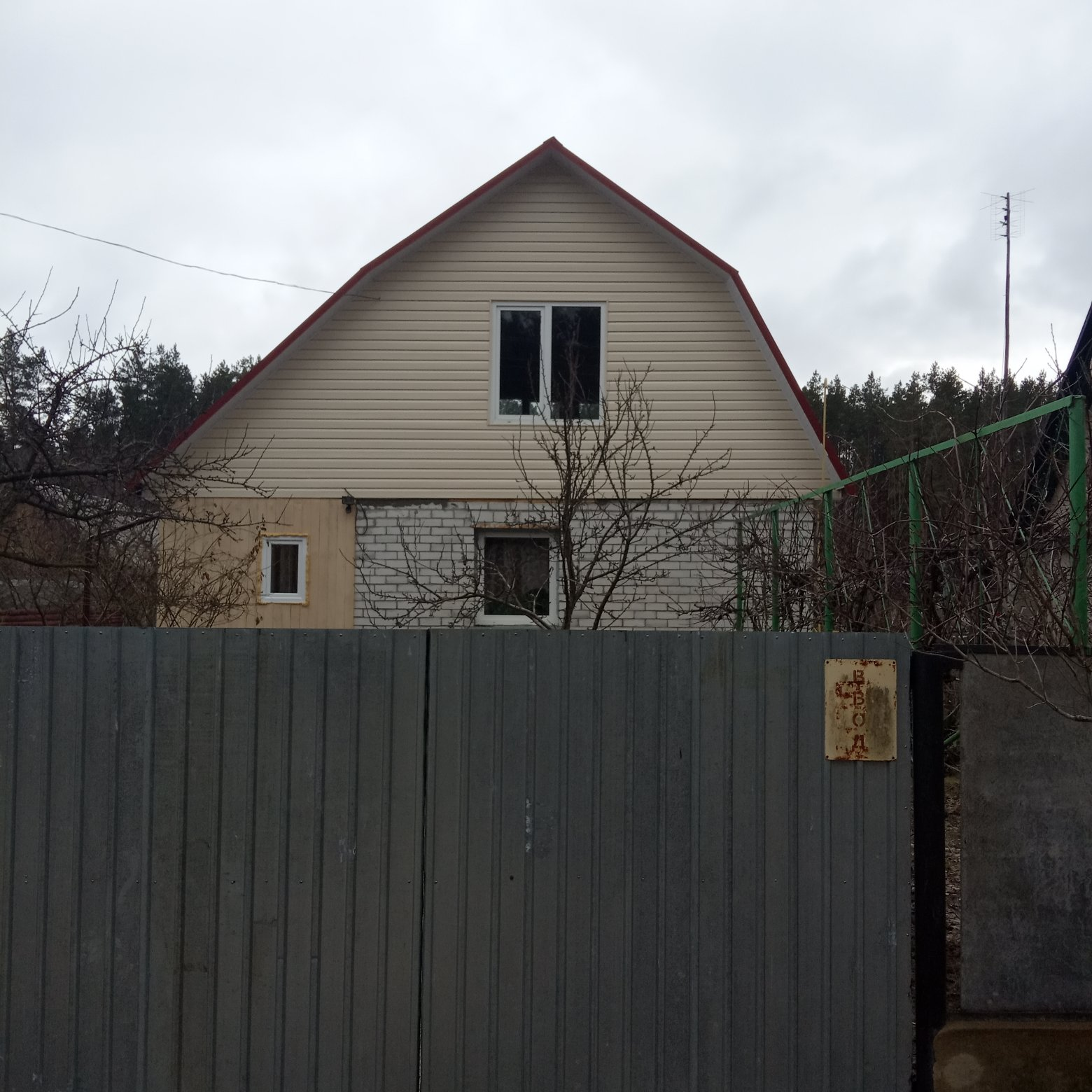
Дача
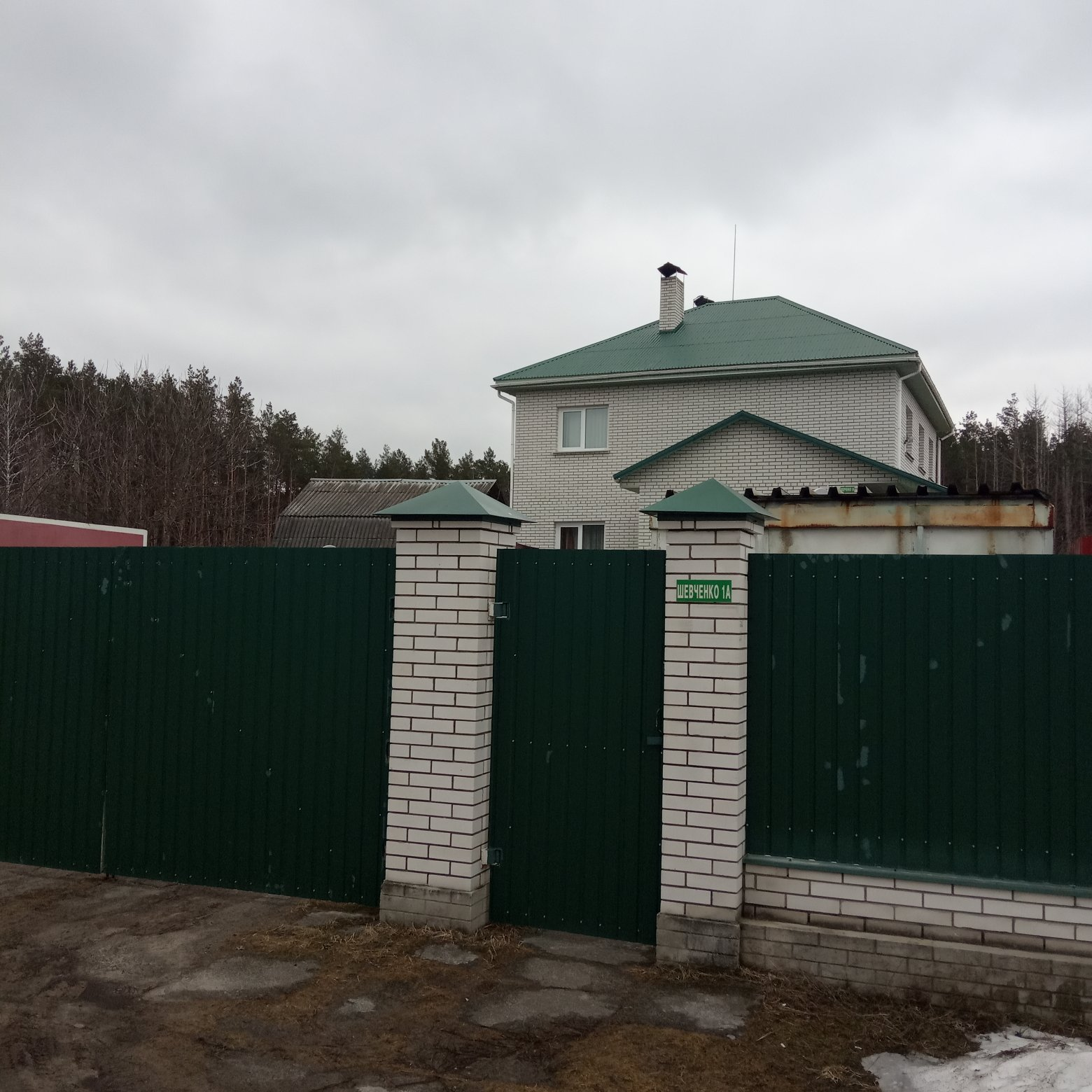
Новий будинок